# クノールブレムゼ
クノールブレムゼ（ドイツ語: Knorr-Bremse AG）は、ドイツ・ミュンヘンに本社を置く輸送用機器製造業。鉄道車両および商用車向けに、ブレーキをはじめとする各種制御システムの製造・販売を行っている。フランクフルト証券取引所上場企業（FWB: KBX）。

## 事業概要
「KNORR」（クノール）ブランドで、各種鉄道車両およびトラック・バスなどの商用車向けの以下の製品を製造・販売している。世界30カ国以上に現地法人を持っているが、特にヨーロッパにおける鉄道車両向けのシェアは非常に大きく、システムサプライヤーとしての強みを持つ。売上構成は、鉄道車両部門が52%、商用車部門が48%となっている。なおブレムゼ（Bremse）は、ドイツ語で「ブレーキ」を意味する。
鉄道車両用
- ブレーキシステム
- ドアシステム（車両用およびホームドア）
- 暖房などの空調装置および付随する電子制御アプリケーション
- 脱線検知装置
- 抵抗器、開閉器、高圧測定装置などの制御コンポーネント
- ワイパー・洗浄システム
- 障害検知装置

商用車用
- ブレーキシステム
- ダンパー
- コンプレッサ
- エアドライヤー
- トランスミッション制御装置
- 電子制御システム
- バルブ
- アクチュエーター
- 診断システム

## 沿革
1905年にゲオルク・クノール（Georg Knorr）によってベルリンで設立された、それまでの貨物列車ブレーキでは、各貨車に配置された担当者が信号の合図に基づき一斉にブレーキをかける方式であったが、1918年にプロイセン国鉄に供給開始した自動空気ブレーキのクンツェ＝クノールブレーキは、人手がかかり事故発生の多いこの方式を廃し、1920年代には、クノールのブレーキシステムが、ヨーロッパの貨物列車向けエアブレーキの技術標準となるに至った。続いて1931年、新型のHildebrand-Knorr brakeと呼ばれるブレーキを投入、同ブレーキは旅客列車にも使用され、世界17カ国に普及した。また1922年に、商用車向けのエアブレーキシステムの製造販売に参入、トラックと牽引車（トレーラー）すべての車軸に同時にブレーキをかけるシステムは、世界で最初となり、1930年代後半までにドイツの牽引車の約9割にクノールのブレーキシステムが装備された。
第二次世界大戦の終わりと共に従来の施設はソビエト連邦に接収されたが、翌1946年に会社を再建、マーシャル・プランの実施と共にドイツ連邦鉄道から18,000両の貨車の発注があり事業成長、1953年には大型化したトラック向けの自動負荷依存ブレーキシステムを開発、また同年ミュンヘンに本社を移した。1969年にトラック向けのディスクブレーキを開発、1973年にはアメリカ合衆国に子会社を設立、1980年代に貨物列車向けのDB60型ダイレクトリリースコントロールバルブを開発し、同製品は1985年以降、アメリカの長大編成貨物列車に使用開始された。1985年、それまでのKnorr-Bremse GmbHはSüddeutscheBremsen AGと合併し、Knorr-Bremse AGとなった。
1991年に運行開始された高速列車ICE 1にクノールの電空ブレーキが装備される一方、1993年から翌年にかけて会社の事業再編が行われ、鉄道車両部門と商用車部門に分割されることになった。2002年にアメリカのトラック向けブレーキメーカーのBendix Corporationをハネウェルから買収、2007年にEP60型電子制御ブレーキシステムを開発し、アメリカおよび南アフリカ共和国の長大編成貨物列車に使用開始された。2016年にスペインのIcer Railを買収、2017年にフォスロの電気システム事業を買収した。

## 採用例

### 日本以外
非常に多いため割愛する。

### 日本

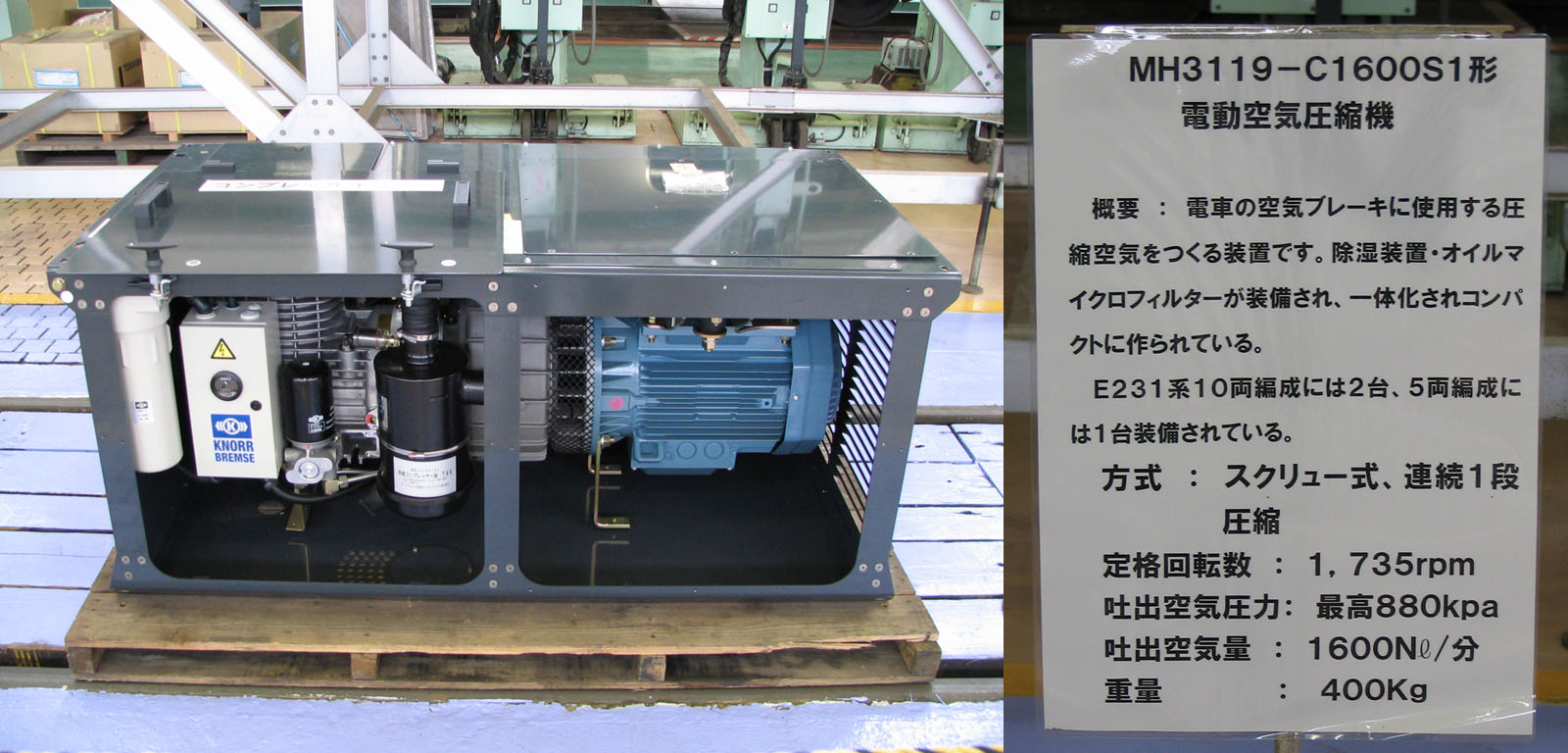
JR東日本E231系に搭載されているスクリューコンプレッサ

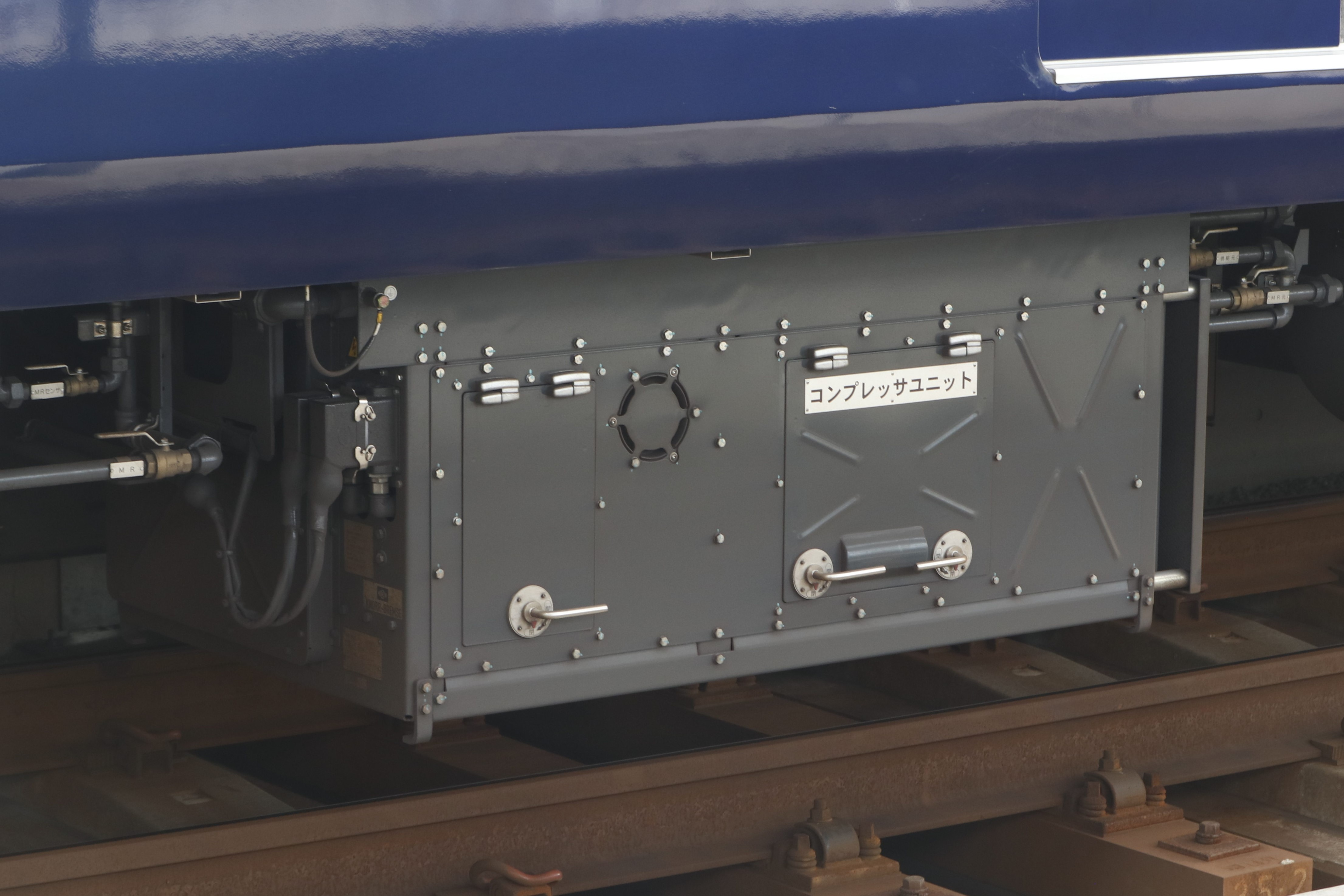
VV180-T形 コンプレッサユニット
（相鉄21000系・本体は収容箱に収められている）

ただし日本は時の鉄道省がウェスティングハウスエアブレーキ（WABCO、現在のWABCOビークル・コントロール・システムズおよびワブテック）のシステムを採用し、互換性の都合上により国内基準装備と化し、後年の電磁直通ブレーキや電気指令式ブレーキのシステムもWABCOの系譜の製品を製造してきたナブテスコ（旧：日本エヤーブレーキ）や三菱電機のものを採用してきたことからシェアが少なく、ブレーキシステム全体ではさらに少ない。
日本市場への本格的な進出は1992年からであり（JR東日本209系の試作車、901系A編成のスクリュー式空気圧縮機を納品）、2000年には日本市場向けに「クノールブレムゼ鉄道システムジャパン」を設立した。
ブレーキシステムにクノール製品を採用した例としては、1925年に製造された京都電燈デナ1形電車が知られる程度であったが、2011年に東北新幹線E5系のディスクブレーキユニットとして導入された。
圧縮機本体・除湿器・オイルフィルターが一体型パッケージになったコンプレッサ単品の採用例が多い。
- 209系電車以降のJR東日本向け全般（スクリュー式コンプレッサ単品）
- 東京臨海高速鉄道70-000形電車（スクリュー式コンプレッサ単品）
- 新京成8900形電車（換装時スクリュー式コンプレッサ単品、機器更新時電気指令式ブレーキシステム一式換装[注釈 2]）
- 京急2100形電車および1000形電車 (2代)（スクリュー式コンプレッサ単品）
- 京王9000系電車（スクリュー式コンプレッサ単品）
- 東京都交通局10-300形電車（スクリュー式コンプレッサ単品）

など。
2000年には、鉄道業界では世界で初めて圧縮機に潤滑油を使用しないオイルフリー式の空気圧縮機（レシプロ式）を開発した。日本国内では2006年9月から京王電鉄9000系に搭載し、長期試験に供された。オイルフリーレシプロ式はVV180-T形など、吐出量別に数種類がラインアップされている。JR東日本E235系電車、東急2020系電車、JR九州BEC819系電車、京王5000系電車 (2代)、小田急5000形電車 (2代)、相鉄20000系電車などに採用されている。

## 日本法人
商用車部門と鉄道部門で別法人となっている。
- クノールブレムゼ商用車システムジャパン株式会社（Knorr-Bremse Commercial Vehicle Systems Japan Ltd.）
  - 本社所在地：〒350-0269 埼玉県坂戸市にっさい花みず木6-22-1
  - 滑川事業所：〒355-0812 埼玉県比企郡滑川町都25-10
- クノールブレムゼ鉄道システムジャパン株式会社（Knorr-Bremse Rail Systems Japan Ltd.）
  - 本社所在地：〒160-0023 東京都新宿区西新宿 6-10-1　日土地西新宿ビル7階
  - 鉄道システムのサービスセンターを坂戸市に持つ。住所は商用車システムのオフィスと同じ。